# Mont Chiginagak
El mont Chiginagak o mont Chigignagak (en anglès mount Chiginagak o mount Chigignagak) és un estratovolcà que es troba a la península d'Alaska, a l'estat d'Alaska, als Estats Units i que forma part de la Serralada Aleutiana. Es troba uns 15 quilòmetres al nord-oest de la badia Chiginagak.
Aquest volcà s'eleva fins als 2.221 metres altitud. Està coronada per doms de lava i un cràter en forma de ferradura oberta cap al sud-oest i s'estén per una profunda vall als peus de la muntanya. Als vessants nord-oest i sud-est del volcà hi ha altres doms de lava i una colada recoberta per dipòsits piroclàstics s'estén pel vessant oriental. A causa de l'altitud i la latitud està cobert per glaceres i neu.
El volcà està lluny de zones habitades i això fa que sols se'n coneguin dues erupcions amb seguretat en temps històrics. La primera, amb una potència VEI=2, va tenir lloc el juliol de 1971. La segona, i més recent, també amb una potència VEI=2 va tenir lloc el 13 d'agost de 1998. Entre novembre de 2004 i maig de 2005 es va formar un llac de 400 metres d'ample i 105 de fondària al cràter sumital del mont Chiginagak. A primers de maig del 2005 l'extrem sud d'aquest cràter es trencà, provocant un lahar tot seguint el curs dels rierols Indecision i Volcano durant uns 27 quilòmetres, a la capçalera del riu King Salmon
L'activitat volcànica es manifesta en fumaroles al vessant nord-est del volcà, a 1600 msnm, i dues fonts termals a la seva base.